# Lázaro de Carvalho
Lázaro José de Carvalho, ou apenas Lázaro de Carvalho, (São Sebastião do Paraíso, 17 de dezembro de 1924 – Rio de Janeiro, 29 de março de 2000) foi um advogado, contador e político brasileiro, outrora deputado federal pelo Rio de Janeiro.

## Dados biográficos
Filho de Elpídio de Paula Carvalho e Alice Polastri Carvalho. Começou sua vida profissional em em 1954 como secretário da Associação Comercial e Industrial de Duque de Caxias, onde foi fundador, tesoureiro e vice-presidente da companhia telefônica. Eleito vice-prefeito caxiense via PSD em 1962, optou pelo MDB quando o Regime Militar de 1964 impôs o bipartidarismo no ano seguinte através do Ato Institucional Número Dois. Primeiro suplente de deputado estadual pelo Rio de Janeiro em 1966, chegou a ser convocado para exercer o mandato, sendo eleito em 1970 e 1974. Nesse interregno, formou-se advogado pela Universidade Federal do Rio de Janeiro em 1972, trabalhando antes como contador.
Eleito deputado federal em 1978, atendeu ao convite do governador Chagas Freitas para ingressar no PP quando restauraram o pluripartidarismo em 1980. Devido à incorporação de seu partido ao PMDB no final de 1981, permaneceu por um curto período na legenda até mudar para o PDS, reelegendo-se em 1982. Ausente na votação da Emenda Dante de Oliveira em 1984, votou em Tancredo Neves no Colégio Eleitoral em 1985. Filiou-se ao PFL nesse mesmo ano e candidatou-se a um novo mandato no ano seguinte. Derrotado, foi assessor jurídico da Secretaria de Esporte e Lazer do Rio de Janeiro no governo Moreira Franco, cargo ao qual renunciou após dois meses por questões de saúde, encerrando sua vida pública.